# 乔·桑顿
乔·桑顿（英語：Joe Thornton，1979年7月2日—），加拿大男子冰球运动员。他曾代表加拿大国家队参加2006年和2010年冬季奥林匹克运动会冰球比赛，其中2010年冬季奥运会获得一枚金牌。